# جینو فانو
جینو فانو (به ایتالیایی: Gino Fano) (زاده ۵ ژانویه ۱۸۷۱ در منتووا- درگذشته ۸ نوامبر ۱۹۵۲ در ورونا) ریاضیدان اهل ایتالیا بود که در زمینه هندسه و هندسه جبری فعالیت می کرد.

## زندگی و کارنامه
او فرزند یک خانواده توانگر یهودی ایتالیایی بود. از سال ۱۸۸۸ در تورین در نزد انریکو داویدیو، کورادو سگره و گوییدو کاستلنوو که در آن زمان دستیار سگره بود تحصیل ریاضیات کرد و درجه دکتری را با سرپرستی سگره به دست آورد. همچون استادانش، او نیز به هندسه و هندسه جبری علاقه‌مند شد و پس از دانش آموختگی به گوتینگن نزد فلیکس کلاین رفت و برنامه ارلانگن او را به ایتالیایی ترجمه کرد. در ۱۸۹۴ به عنوان دستیار کاستلنوو به رم رفت و در ۱۸۹۹ به استادی دانشگاه در مسینا رسید و در ۱۹۰۱ دوباره به تورین بازگشت. در سال ۱۹۱۱ ناچار شد که ایتالیا را به خاطر نسب یهودیش ترک کند و به سوییس برود. پس از جنگ او به تدریس در آمریکا و ایتالیا ادامه داد.
فانو بیش از همه به خاطر کارهایش در هندسه متناهی (صفحه فانو) نامبردار است. او پیش از داوید هیلبرت، هندسه را بر پایه ای اصل موضوعی سوار کرده بود و این اصول موضوعه مجرد و استقلال آنها را پژوهیده بود. او همچنین روی هندسه های نا-ارشمیدسی نیز کار کرده بود. کتابهای درسی ای که از درس گفتارهای او درباره هندسه نمایشی (۱۹۱۴)، هندسه تصویری و هندسه تحلیلی (۱۹۳۰) در شمار کتابهای درسی بسیار متداولی در این زمینه ها در آمدند.
اوگو فانو، فیزیکدان و روبرتو فانو دانشمند علوم کامپیوتر هر دو از فرزندان او هستند.

## آثار
- Gino da Fano: Lehrbuch der allgemeinen Arithmetik. 1, Die verschiedenen Theorien der Zahlengebiete, Zürich ; Leipzig : Speidel & Wurzel, 1925
- Gino da Fano: Aufgaben aus der darstellenden Geometrie : Für die Studierenden der technischen Hochschulen., 3. Auflage, Zürich : E. Wurzel, 1949
- Gino Fano: Lezioni di geometria descrittiva / tenute dal prof. Gino Fano, raccolte dagli studenti Roberto Ballarati e Franco Brindisi in Campo universitario italiano. Università di Losanna. Lezioni; 37, Losanna : Fonds européen de secours aux étudiants, 1944
- Gino Fano: Lezioni di geometria analitica in Campo universitario italiano. Università di Losanna. Lezioni ; 6 , Losanna, Fonds européen de secours aux étudiants. Ufficio dispense, 1944